# Szafranka Taczanowskiego
Szafranka Taczanowskiego (Sicalis taczanowskii) – gatunek małego ptaka z rodziny tanagrowatych (Thraupidae). Występuje endemicznie w południowo-zachodnim Ekwadorze i północno-zachodnim Peru.
Systematyka
Nazwa gatunkowa została nadana na cześć polskiego ornitologa Władysława Taczanowskiego, autora m.in. Ornithology of Peru (1884–86). Jest to gatunek monotypowy.
Morfologia
Długość ciała około 12 cm. Szaro-brązowy wierzch ciała, spód ciała gładki, jasnobrązowy. Twarz i gardło żółte. Obie płcie są do siebie podobne.
Status
W Czerwonej księdze gatunków zagrożonych IUCN szafranka Taczanowskiego klasyfikowana jest jako gatunek najmniejszej troski (LC, Least Concern) nieprzerwanie od 1988 roku. Liczebność populacji nie została oszacowana; ptak ten opisywany jest jako pospolity, ale rozmieszczony plamowo. Trend liczebności populacji uznawany jest za stabilny.